# 奧斯曼·霍賈奧盧
奧斯曼·霍賈奧盧，(1878年-1968年)，又名波拉特·烏斯蒙·霍扎耶夫，中亞扎吉德主義者，教育家，曾出任布哈拉人民蘇維埃共和國的第一任主席（中央執行委員會主席團主席），後在土耳其度過餘生。

## 生平
奧斯曼於1878年出生在奧什。來自中亞著名的和卓家族，該家族起源於該地區的阿拉伯伊斯蘭教傳教士。他的父親是一名巡迴銷售商，在年輕的時候，他和父親一起在布哈拉旅行。雖然他早期的訓練是在伊斯蘭學校，但他後來選擇了現代教育。他受到扎吉德和青年布哈拉人運動（現代主義者）的影響。他創辦了一所學校。
在1918年，他是青年布哈拉人運動的領導人之一。布哈拉酋長國是俄羅斯帝國的附庸國。在俄國革命期間，民族主義者和布爾什維克黨都參加了青年布哈拉人運動，試圖廢黜穆罕默德·阿里木汗。但他們沒有成功。在運動分裂后，他們最終在1920年廢黜了阿里木汗。1921年9月23日，奧斯曼·霍賈奧盧當選為布哈拉人民蘇維埃共和國主席。但他的任期很短。他被派往布哈拉東部(現在塔吉克)，並開始與巴斯馬奇運動合作。
布爾什維克黨意識到他支援巴斯馬奇運動，他的任期於1922年4月12日結束。他逃離了布哈拉，在阿富汗代表布哈拉蘇維埃社會主義共和國與阿富汗的阿曼諾拉汗簽署了一項關於聯合打擊布爾什維克俄羅斯的協定。在阿富汗，他試圖從各個國家為布哈拉共和國軍隊和布爾什維克的反對者購買武器，特別是聯繫了大英帝國的代表。一段時間后，他終於移民到阿富汗，成為前布哈拉酋長國和中亞其他地區移民和難民的領導人之一。他於1923年前往土耳其。
他到土耳其後放棄政治專注歷史研究，從突厥其斯坦和整個中亞的歷史和文化研究。他撰寫了許多關於突厥斯坦和中亞歷史和文化的文章、報告、專著和書籍。他的著名作品之一是1936年寫的《土耳其斯坦》一書。他在土耳其被稱為該國中亞或突厥斯坦社區的領導人之一，也是「蘇聯佔領中亞」的反對者和批評者之一。
他死後安葬在伊斯坦堡的于斯屈达尔。